# つわり休暇
つわり休暇（つわりきゅうか）とは、雇用の分野における男女の均等な機会及び待遇の確保等に関する法律（男女雇用機会均等法）第13条および同条に基づく指針等に基づいて事業主が妊娠中又は出産後の女性労働者に対して講ずる措置として、当該労働者を休業させることをいう。法文上の語ではないが、労働政策審議会の審議等でも用いられた例がある。

## 休暇取得の要件
妊娠中または出産後の女性労働者が保健指導又は健康診査を受け、医師又は助産師からつわり（悪阻）等のため休業するようにとの指導があった場合で、当該労働者が休暇を望む場合に取得できる。
企業の就業規則につわり休暇の制度がない場合であっても、妊娠中の女性労働者が健康診査等を受け、医師等から指導を受けた場合は、当該指導に基づき、必要な措置をとることを男女雇用機会均等法では義務づけている。医師からつわり等がひどいため休業するようにとの指導があった場合は、会社にその旨を伝えて、休業を申請することができる。
事業主は、その雇用する女性労働者がつわり休暇を請求し、又は休暇をしたことを理由として、当該女性労働者に対して解雇その他不利益な取扱いをしてはならないとされ（男女雇用機会均等法第9条3項）。これに違反する行為は無効とされる。

## 雇用の形態
事業主が雇用する女性労働者が対象となる。男女雇用機会均等法は雇用形態（正社員、契約社員、日雇い、派遣労働者等）による区別をしていないため、雇用形態を問わず取得できる。派遣労働者については、派遣元・派遣先双方が事業主としての責任を負う。

## 期間
つわりには症状の強さを表すような尺度はなく、休業の目安となる基準値は設けられていない。休業の要否は個別のケースごとに判断する必要がある。そのため期間の上限に法令上の定めはなく、医師等の指導により必要な期間をつわり休暇として取得できる。

## 手続き
法令上決まった届出形式はないが、「母性健康管理指導事項連絡カード」を医師に記入してもらい、会社に伝える方法が一般的である。連絡カードは、医師等が行った指導事項の内容を、妊産婦である女性労働者から事業主へ的確に伝えるための書類であり、事業主は連絡カードの記入事項にしたがって休暇のほか、時差通勤や休憩時間の延長などの措置を講じる。

## 休暇中の賃金
法令上は休暇中の賃金支払い義務を定めていないため、各企業の就業規則等による。就業規則等により賃金の支払いを受けられない労働者のために、健康保険等の被保険者であり所定の要件を満たす者は、保険者より傷病手当金の支給を受けることができる。
つわり休暇に代えて年次有給休暇を取得する（賃金が100%確保されるため）方法も可能であり、いずれの方法を選択するかは労働者の任意である。